# Henri Elendé
Henri Elendé (13 novembre 1941 – 23 giugno 2022) è stato un altista congolese (Repubblica del Congo).
Rappresentò la Rep. del Congo ai Giochi olimpici di Tokyo 1964.

## Palmarès
| Anno | Manifestazione     | Sede        | Evento        | Risultato | Prestazione | Note |
| ---- | ------------------ | ----------- | ------------- | --------- | ----------- | ---- |
| 1964 | Giochi olimpici    | Tokyo       | Salto in alto | 20º       | 1,90 m      |      |
| 1965 | Giochi panafricani | Brazzaville | Salto in alto | Argento   | 2,03 m      |      |